# 高砂市立図書館
高砂市立図書館（たかさごしりつとしょかん）は、兵庫県高砂市米田町米田927-21にある公共図書館。
現本館は2016年（平成28年）2月14日に開館した3代目で、図書館流通センター（TRC）が指定管理者として運営を受託している。

## 歴史

### 旧館時代
1954年（昭和29年）に高砂市が発足した後、1958年（昭和33年）2月1日に高砂町北本町の旧高砂町役場3階で開館した。この当時、加古郡や印南郡の町村はもとより加古川市や明石市も常設の公立図書館を設置しておらず、東播磨地域では高砂市が最初の図書館開設となったが、高砂支所との共用で手狭だったため1978年（昭和53年）に高砂市曽根町の兵庫県立松陽高等学校旧校舎を転用した高砂市教育センター内へ移転した。この時期には、市内の公民館8館に図書室を設置している。
松陽高校旧校舎は歴史民俗資料室ほかの施設と共用、かつ土足厳禁で元から図書館としての利用を想定していない構造だったため、利用者からは図書館専用棟の建設を求める声が多かったものの財政難から先送りが続けられた。その間に西隣の姫路市で新本館として姫路市立城内図書館が、また東隣の加古川市では総合文化センター図書館（現中央図書館）やウェルネスパーク図書館が相次いで開館したこともあり、近隣の図書館に比べて学校図書館の設備や貸し出し方式を転用した高砂市立図書館は大きく見劣りするものとなったため、高砂市は2009年（平成21年）に「教育文化施設等庁内検討委員会」を設置して議論を進め、米田町の米田多目的広場を候補地として3代目の新図書館を建設することになった。

### 現行館時代

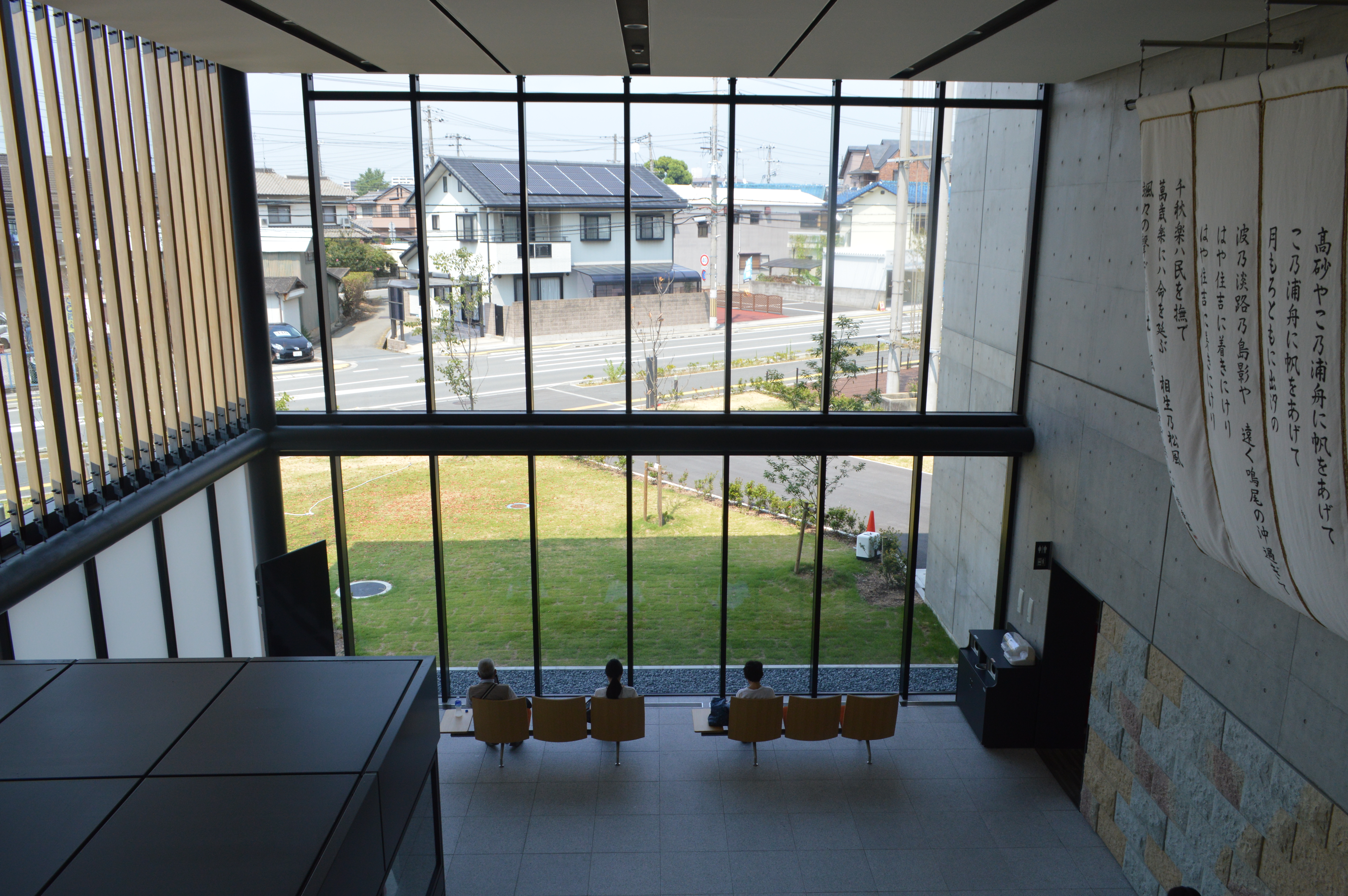
ロビー

米田の新館移転に先駆けて図書館流通センター（TRC）が指定管理者に選定され、加古川ウェルネスパーク図書館の館長を務めた大塩正一が館長に迎えられた。3代目本館は2016年（平成28年）2月14日に開館し、それまで設置していた公民館図書室は全廃され新本館に蔵書を集約している。また、高砂市教育センターおよび歴史民俗資料室は図書館の開館と同時期に阿弥陀町へ移転した。

## 広域貸出
高砂市立図書館では東播磨地区図書館等連絡協議会および播磨圏域連携中枢都市圏で締結された協定により、以下の市町が設置する公立図書館・室と相互に広域貸し出しを実施している。
- 明石市、相生市、赤穂市、小野市、加古川市、加西市、加東市、宍粟市、たつの市、西脇市、姫路市、三木市、赤穂郡上郡町、揖保郡太子町、加古郡稲美町・播磨町、神崎郡市川町・神河町・福崎町、佐用郡佐用町、多可郡多可町

この他、明石市にある兵庫県立図書館の蔵書もインターネットで予約してカウンターで受け取りが可能である（県立図書館の利用券は別途必要）。